# Segunda División de Chile 1957
El Campeonato Nacional de Fútbol de la Segunda División de 1957 fue el sexto torneo disputado de la segunda categoría del fútbol profesional chileno. Contó con la participación de diez equipos, de entre los cuales Lister Rossel de Linares y San Fernando, hicieron su debut en el profesionalismo.
El torneo se jugó en tres rondas con un sistema de todos contra todos y el campeón del torneo fue Deportes La Serena, que ascendió a Primera División por primera vez en su historia.
En la parte baja de la tabla de posiciones se ubicó  Lister Rossel, que volvió a su Asociación de origen.

## Movimientos divisionales
| Pos | a Primera División de Chile 1957 |
| --- | -------------------------------- |
| 1º  | Universidad Católica             |

| Pos | a Segunda División de Chile 1957 |
| --- | -------------------------------- |
| 1º  | Lister Rossel                    |
| 2º  | San Fernando                     |

| Pos | Descendido desde Primera División de Chile 1956 |
| --- | ----------------------------------------------- |
| 1º  | Santiago Morning                                |

| Pos | Asociación de Origen |
| --- | -------------------- |
| -   | -                    |

## Equipos participantes
| Equipo               | Ciudad            |
| -------------------- | ----------------- |
| Alianza              | Curicó            |
| Deportes La Serena   | La Serena         |
| Iberia               | Santiago de Chile |
| Lister Rossel        | Linares           |
| San Bernardo Central | San Bernardo      |
| San Fernando         | San Fernando      |
| Santiago Morning     | Recoleta          |
| Trasandino           | Los Andes         |
| Unión La Calera      | La Calera         |
| U.T.E                | Santiago de Chile |

## Tabla final
| Pos | Equipo               | PJ | PG | PE | PP | GF | GC | Dif | Pts |
| --- | -------------------- | -- | -- | -- | -- | -- | -- | --- | --- |
| 1   | Santiago Morning     | 27 | 14 | 8  | 5  | 53 | 27 | 26  | 36  |
| 2   | Deportes La Serena   | 27 | 15 | 6  | 6  | 57 | 31 | 26  | 36  |
| 3   | Unión La Calera      | 27 | 10 | 11 | 6  | 51 | 36 | 15  | 31  |
| 4   | Alianza              | 27 | 9  | 10 | 8  | 37 | 34 | 3   | 28  |
| 5   | San Bernardo Central | 27 | 8  | 11 | 8  | 34 | 43 | -9  | 27  |
| 6   | Trasandino           | 27 | 9  | 7  | 11 | 42 | 49 | -7  | 25  |
| 7   | San Fernando         | 27 | 7  | 10 | 10 | 36 | 41 | -5  | 24  |
| 8   | Iberia               | 27 | 8  | 6  | 13 | 36 | 49 | -13 | 22  |
| 9   | Universidad Técnica  | 27 | 6  | 9  | 12 | 33 | 57 | -24 | 21  |
| 10  | Lister Rossel        | 27 | 6  | 8  | 13 | 33 | 45 | -12 | 20  |

PJ=Partidos jugados; PG=Partidos ganados; PE=Partidos empatados; PP=Partidos perdidos; GF=Goles a favor; GC=Goles en contra; Dif=Diferencia de gol; Pts=Puntos
|  | Juega final por el campeonato       |
|  | Desciende a su Asociación de origen |

## Final
|       | POR   | Francisco Fernández |  |
|       | DEF   | Carlos Velásquez    |  |
|       | DEF   | Adolfo Rodríguez    |  |
|       | DEF   | Raúl Véliz          |  |
|       | MED   | Sergio Henríquez    |  |
|       | MED   | Carlos Suárez       |  |
|       | DEL   | Carlos Escalona     |  |
|       | DEL   | Roberto López       |  |
|       | DEL   | Carlos Verdejo      |  |
|       | DEL   | Pedro Ossandón      |  |
|       | DEL   | Silvio Durán        |  |
| D. T. | D. T. | Alberto Buccicardi  |  |

|       | POR | Trotelli           |  |
|       | DEF | Sergio Goity       |  |
|       | DEF | Würth              |  |
|       | DEF | Armijo             |  |
|       | MED | Arias              |  |
|       | MED | Ríos               |  |
|       | DEL | Fernando Rodríguez |  |
|       | DEL | Julio Menadier     |  |
|       | DEL | Jorge Fuenzalida   |  |
|       | DEL | Víctor Beltrán     |  |
|       | DEL | Guillermo Díaz     |  |
| D. T. |     |                    |  |

| 51' | Carlos Verdejo | 1-0 |

| Principal | Claudio Vicuña |

|       | POR   | Francisco Fernández |  |
|       | DEF   | Carlos Velásquez    |  |
|       | DEF   | Adolfo Rodríguez    |  |
|       | DEF   | Raúl Véliz          |  |
|       | MED   | Sergio Henríquez    |  |
|       | MED   | Carlos Suárez       |  |
|       | DEL   | Carlos Escalona     |  |
|       | DEL   | Roberto López       |  |
|       | DEL   | Carlos Verdejo      |  |
|       | DEL   | Pedro Ossandón      |  |
|       | DEL   | Silvio Durán        |  |
| D. T. | D. T. | Alberto Buccicardi  |  |

|       | POR | Trotelli           |  |
|       | DEF | Sergio Goity       |  |
|       | DEF | Würth              |  |
|       | DEF | Armijo             |  |
|       | MED | Arias              |  |
|       | MED | Ríos               |  |
|       | DEL | Fernando Rodríguez |  |
|       | DEL | Julio Menadier     |  |
|       | DEL | Jorge Fuenzalida   |  |
|       | DEL | Víctor Beltrán     |  |
|       | DEL | Guillermo Díaz     |  |
| D. T. |     |                    |  |

| 51' | Carlos Verdejo | 1-0 |

| Principal | Claudio Vicuña |

|       | POR   | Francisco Fernández |  |
|       | DEF   | Carlos Velásquez    |  |
|       | DEF   | Adolfo Rodríguez    |  |
|       | DEF   | Raúl Véliz          |  |
|       | MED   | Sergio Henríquez    |  |
|       | MED   | Carlos Suárez       |  |
|       | DEL   | Carlos Escalona     |  |
|       | DEL   | Roberto López       |  |
|       | DEL   | Carlos Verdejo      |  |
|       | DEL   | Pedro Ossandón      |  |
|       | DEL   | Silvio Durán        |  |
| D. T. | D. T. | Alberto Buccicardi  |  |

|       | POR | Trotelli           |  |
|       | DEF | Sergio Goity       |  |
|       | DEF | Würth              |  |
|       | DEF | Armijo             |  |
|       | MED | Arias              |  |
|       | MED | Ríos               |  |
|       | DEL | Fernando Rodríguez |  |
|       | DEL | Julio Menadier     |  |
|       | DEL | Jorge Fuenzalida   |  |
|       | DEL | Víctor Beltrán     |  |
|       | DEL | Guillermo Díaz     |  |
| D. T. |     |                    |  |

| 51' | Carlos Verdejo | 1-0 |

| Principal | Claudio Vicuña |

|       | POR   | Francisco Fernández |  |
|       | DEF   | Carlos Velásquez    |  |
|       | DEF   | Adolfo Rodríguez    |  |
|       | DEF   | Raúl Véliz          |  |
|       | MED   | Sergio Henríquez    |  |
|       | MED   | Carlos Suárez       |  |
|       | DEL   | Carlos Escalona     |  |
|       | DEL   | Roberto López       |  |
|       | DEL   | Carlos Verdejo      |  |
|       | DEL   | Pedro Ossandón      |  |
|       | DEL   | Silvio Durán        |  |
| D. T. | D. T. | Alberto Buccicardi  |  |

|       | POR | Trotelli           |  |
|       | DEF | Sergio Goity       |  |
|       | DEF | Würth              |  |
|       | DEF | Armijo             |  |
|       | MED | Arias              |  |
|       | MED | Ríos               |  |
|       | DEL | Fernando Rodríguez |  |
|       | DEL | Julio Menadier     |  |
|       | DEL | Jorge Fuenzalida   |  |
|       | DEL | Víctor Beltrán     |  |
|       | DEL | Guillermo Díaz     |  |
| D. T. |     |                    |  |

| 51' | Carlos Verdejo | 1-0 |

| Principal | Claudio Vicuña |